# Le Vilhain
 Le Vilhain  là một xã ở tỉnh Allier thuộc miền trung nước Pháp.